# Simon Helberg
Simon Maxwell Helberg (Los Angeles, 9 dicembre 1980) è un attore, comico e pianista statunitense.
È conosciuto al pubblico soprattutto per la sua partecipazione allo show comico MADtv e per il ruolo di Howard Wolowitz nella pluripremiata sit-com The Big Bang Theory. Dopo piccole apparizioni in film di successo come Good Night, and Good Luck. (2005) e A Serious Man (2009), ha ricevuto numerosi consensi per la sua interpretazione di Cosmé McMoon nel film biografico Florence (2016), per il quale ha ricevuto una candidatura ai Golden Globe nella sezione miglior attore non protagonista.

## Biografia
Simon Helberg è nato a Los Angeles, California, ed è il figlio dell'attore Sandy Helberg. Ha studiato all'Università di New York, dove è entrato a far parte della Atlantic Theatre Company. Helberg appare nel film del 2002 Maial College nelle vesti di uno studente. Nel 2004 compie alcune apparizioni nella serie Reno 911! e appare nel film A Cinderella Story, nel ruolo di Terry. Nel 2005 ha una piccola parte nella serie Arrested Development e compare nel film Old School. Dal 2006 al 2007 compare nel ruolo di Alex Dwyer nella serie Studio 60 on the Sunset Strip.
Helberg entra a far parte del cast di MADtv nel 2007 nell'ottava stagione, come personaggio secondario; alla conclusione della stagione il contratto non fu rinnovato. Dal 2007 recita nella parte di Howard Wolowitz nella sit-com The Big Bang Theory (dove si diletta anche in imitazioni di divi del cinema) e nello stesso anno appare nel musical Dr. Horrible's Sing-Along Blog nel ruolo di Moist. Nel 2009 appare nel video musicale Diamond Dave di The Bird and the Bee. Ha preso parte al film del 2016, Florence, per cui è stato candidato al Golden Globe come miglior attore non protagonista. Nel 2021 ha interpretato il direttore nel film musical Annette, diretto da Leos Carax e presentato al Festival di Cannes.

## Vita privata
Dal 2007 Simon Helberg è sposato con l'attrice e sceneggiatrice Jocelyn Towne. La coppia ha due figli, Adeline e Wilder.

## Filmografia

### Cinema
- Mumford, regia di Lawrence Kasdan (1999)
- Maial College (Van Wilder), regia di Walt Becker (2002)
- Old School, regia di Todd Phillips (2003)
- A Cinderella Story, regia di Mark Rosman (2004)
- Good Night, and Good Luck., regia di George Clooney (2005)
- The Pity Card, regia di Bob Odenkirk – cortometraggio (2005)
- Quel genio di Bickford (Bickford Shmeckler's Cool Ideas), regia di Scott Lew (2006)
- TV Set (The TV Set), regia di Jake Kasdan (2006)
- For Your Consideration, regia di Christopher Guest (2006)
- Derek & Simon: A Bee and a Cigarette, regia di Bob Odenkirk – cortometraggio (2006)
- Un'impresa da Dio (Evan Almighty), regia di Tom Shadyac (2006)
- Mama's Boy, regia di Tim Hamilton (2007)
- Walk Hard - La storia di Dewey Cox (Walk Hard: The Dewey Cox Story), regia di Jake Kasdan (2007)
- Careless, regia di Peter Spears (2007)
- A Serious Man, regia di Joel ed Ethan Coen (2009)
- Florence (Florence Foster Jenkins), regia di Stephen Frears (2016)
- Annette, regia di Leos Carax (2021)
- As They Made Us, regia di Mayim Bialik (2022)
- Space Oddity, regia di Kyra Sedgwick (2022)

### Televisione
- Popular – serie TV, episodio 2x17 (2001)
- Cursed – serie TV, episodio 1x13 (2001)
- Ruling Class, regia di John Fortenberry – film TV (2001)
- Son of the Beach – serie TV, episodio 2x10 (2001)
- Undeclared – serie TV, episodio 1x01 (2001)
- Sabrina, vita da strega (Sabrina, the Teenage Witch) – serie TV, episodio 6x15 (2002)
- The Funkhousers, regia di Frank Oz – film TV (2002)
- MADtv – serie TV, 5 episodi (2002-2003)
- Tracey Ullman in the Trailer Tales, regia di Tracey Ullman – film TV (2003)
- Perfetti... ma non troppo (Less Than Perfect) – serie TV, episodio 2x03 (2003)
- Give Me Five (Quintuplets) – serie TV, episodio 1x06 (2004)
- Reno 911! – serie TV, episodi 2x07-2x10 (2004)
- Joey – serie TV, 4 episodi (2004-2006)
- Unscripted – serie TV, episodi 1x05-1x06 (2005)
- Amore e patatine (Life on a Stick) – serie TV, episodio 1x02 (2005)
- Arrested Development - Ti presento i miei (Arrested Development) – serie TV, episodio 2x16 (2005)
- The Jake Effect – serie TV, episodio 1x03 (2006)
- Studio 60 on the Sunset Strip – serie TV, 14 episodi (2006-2007)
- The Minor Accomplishments of Jackie Woodman – serie TV, episodio 2x03 (2007)
- Derek and Simon: The Show – serie TV, 14 episodi (2007)
- The Big Bang Theory – serie TV, 279 episodi (2007-2019) – Howard Wolowitz
- Drunk History – serie TV, episodio 1x03 (2013)
- Young Sheldon – serie TV, episodio 5x07 (2021) – voce di Howard Wolowitz

### Web
- Dr. Horrible's Sing-Along Blog – webserie, 3 episodi (2008)
- The Guild – webserie, episodio 4x12 (2008)

## Riconoscimenti
Critics' Choice Awards
- 2013 – Miglior attore non protagonista in una serie commedia per The Big Bang Theory

Golden Globe
- 2017 – Candidatura come Miglior attore non protagonista per Florence

## Doppiatori italiani
- Oreste Baldini in A Serious Man, Florence
- Federico Di Pofi in The Big Bang Theory
- Simone Crisari in Maial College
- Massimiliano Alto in Old School
- Paolo Vivio in Joey
- Corrado Conforti in Mumford
- Stefano De Filippis in Mama's Boy

Da doppiatore è sostituito da:
- Daniele Raffaeli in Kung Fu Panda - Mitiche Avventure
- Alessio Nissolino in Kick Chiapposky - Aspirante stuntman
- Federico Di Pofi in Young Sheldon
- Alessandro Rigotti in Una vita da Dug